# فهرست فیلم‌های ایرانی سال ۱۳۶۱
فهرست فیلم‌های ایرانی سال ۱۳۶۱

## فهرست
| عنوان             | کارگردان         | فیلم‌نامه‌نویس(ها) | بازیگران                                                                                           |
| ----------------- | ---------------- | ---------------- | -------------------------------------------------------------------------------------------------- |
| ابراهیم در گلستان |                  |                  | |
| باران             | کیومرث پوراحمد   | کیومرث پوراحمد   | |
| برزخی‌ها           | ایرج قادری       |                  | ایرج قادری، محمدعلی فردین، محمدعلی کشاورز، ناصر ملک‌مطیعی، مازیار پرتو، سعید راد، آذر مهدی قلی خانی |
| توبه نصوح         | محسن مخملباف     | محسن مخملباف     | |
| جانبازان          | ناصر محمدی       |                  | |
| جایزه             | علی‌رضا داوودنژاد |                  | علی نصیریان                                                                                        |
| حاجی واشنگتن      | علی حاتمی        | علی حاتمی        | عزت‌الله انتظامی، ریچارد هریسون، اندرو جانسون                                                       |
| دادا              | ایرج قادری       |                  | ایرج قادری                                                                                         |
| رهایی             | رسول صدرعاملی    | رسول صدرعاملی    | |
| سفیر              | فریبرز صالح      |                  | فرامرز قریبیان                                                                                     |
| عفریت             |                  |                  | فرامرز قریبیان                                                                                     |
| کیلومتر پنج       | حجت‌الله سیفی     |                  | |
| مرگ دیگری         | محمدرضا هنرمند   | محسن مخملباف     | محمد کاسبی                                                                                         |
| مرگ یزدگرد        | بهرام بیضایی     | بهرام بیضایی     | سوسن تسلیمی، علی‌رضا خمسه، امین تارخ، مهدی هاشمی قرمزی                                              |
| همسرایان          | عباس کیارستمی    | عباس کیارستمی    | |